# 福田繁芳
福田 繁芳（ふくだ しげよし、1905年〈明治38年〉3月15日 - 1977年〈昭和52年〉2月12日）は、日本の政治家。自由民主党の衆議院議員。

## 経歴
1927年関西大学専門部法律学科卒業後、1946年の第22回衆議院議員総選挙に立候補するが次点で落選。しかしその後三木武吉の公職追放により繰り上げ当選となる。
1951年10月5日、高松地方検察庁に観音寺競輪場誘致運動資金の一部を横領した容疑で逮捕される。
1961年3月、日興連汚職事件で福田に対して懲役1年の実刑判決が確定し、公民権停止となったため国会法の規定で退職（自動失職）。賄賂罪の実刑判決が確定して国会議員が退職（失職）となったのは初めてであった。
1977年2月12日、急性肺炎のため東京都大田区の自宅で死去した。71歳没。